# نادي دلكورد
نادي دلكورد (بالإنجليزية: Dalkurd FF)‏ هو نادي كرة قدم سويدي تم تأسيسه في عام 2004م عن طريق المهاجرين الكرد المقيمين في السويد ويتمركز النادي في مدينة بورلانغ في السويد، بدأ بالمنافسة في البداية في دوري الدرجة السابعة وثم صعد بالتوالي إلى أن وصل إلى دوري السوبرتان ثاني أعلى دوري في السويد، وبعدها أصبح وصيفاً في دوري السوبرتان ويلعب الآن في الدوري السويدي الممتاز أعلى دوري في السويد.

## التاريخ
تم تشكيل النادي في مدينة بورلانغ عام 2004م من قبل مهاجرين كرد مقيمين في السويد. بدأ في البداية كمشروع اجتماعي للمساهمة مع شبان مدينة بورلانغ من خلال تقديم الأنشطة لهم. ساعد نادي براغي في تمويل المشروع آنذاك. في الموسم الأول تألفت المجموعة من متوسط عمر 17 سنة. إلى جانب المساهمة من الشباب، كان رئيس مجلس الإدارة، رمضان كيزل، لديه توقعات عالية من لاعبي كرة القدم وهدفًا أساسيًا: أراد أن يأخذ دالكورد إلى المستويات المهنية في الدوري السويدي. وفاز دالكورد بكل قسم شاركوا فيه من موسمهم الأول في عام 2005 إلى عام 2009م. وبسبب هذا النجاح غير المألوف، حصلوا على الكثير من اهتمام وسائل الإعلام، سواء في السويد أو خارجها.
الناجون الوحيدون:
نجح النادي في تجنب الكارثة عند السفر من إسبانيا في مارس 2015م. وكان النادي قد قرر في البداية السفر من برشلونة إلى دوسلدورف على متن رحلة جرمان وينغز الرحلة 9525، لكنه غيّر حجزه في اللحظة الأخيرة عندما قرر أن التوقف في ألمانيا سيكون طويلاً للغاية. تحطمت الطائرة ذاتها في جبال الألب الفرنسية في 24 مارس، مما أسفر عن مقتل الجميع على متنها.

## زي النادي
يلعب نادي دالكورد في أرضه القمصان البيضاء والسراويل القصيرة والجوارب. تتكون القمة من دائرة مستديرة عليها علم كردستان بالإضافة إلى خيل دالكارليان. «دال» و «كورد اف اف» موضحة بحروف بيضاء في قمة وقاع القمة، وكذلك عام 2004.

## شؤون ومراكز الموظفين
| الكادر الفني الحالي               | الكادر الفني الحالي                                      |
| الموضع                            | الاسم                                                    |
| --------------------------------- | -------------------------------------------------------- |
| المدير الفني                      | يوهان ساندل                                              |
| مساعد مدرب                        | أمير ازرفشان                                             |
| مدرب حراسة المرمى ومدير كرة القدم | عادل كيزيل                                               |
| مدرب لياقة بدنية                  | بالمار هيرينسون                                          |
| مدرب الشباب                       | إلفان سيسن                                               |
| سكرتير                            | إسماعيل دندار                                            |
| مدير المجموعة                     | جان لوفغرين                                              |
| اعضاء مجلس الإدارة                |                                                          |
| المركز                            | الاسم                                                    |
| مالك                              | (Dalkurd FF (51% سركت جواد ركاني و كاوا جواد ركاني (49%) |
| الرئيس                            | رمضان كيزيل                                              |
| المدير العام                      | ميكائيل اهليروب                                          |

قائمة المديرين:
- إلفان سيسن (2006)
- توماس بلومبرج (2007) - (2008)
- برنهارد برسيتش (2009)
- لاسي إريكسون (2010)
- اندرس سجو (2010-11)
- جوهان ساندل (2011)
- جوناس بيجورغرين (2012)
- روبرت مامبو مومبا (2013)
- أندرياس براينستروم (2014-2015)
- بويا اسباغي (2016-2017)
- أندرياس براينستروم (2017)
- أزرودين فالنتيتش (2018)
- يوهان سانداهل (2018–)